# Jaap Wolff
Jaap Wolff (Bloemendaal, 1 september 1923 – Haarlem, 29 september 2012) was een Nederlands communistisch politicus.
Wolff stamde uit een arm arbeidersgezin. Zijn vader, beambte, stierf in 1926; zijn moeder verdiende als verpleegster het gezinsinkomen. Wolff was actief als verzetsstrijder in de regio Haarlem gedurende de Tweede Wereldoorlog en ontving later het Verzetsherdenkingskruis. Na de oorlog werd Wolff actief in de CPN, waarvan twintig jaar in het partijbestuur. Hij werd gevreesd als linkerhand van partijleider Paul de Groot, van wie hij de politiek secretaris was. In deze functie was hij nauw betrokken bij partijzuiveringen. Bekend is zijn reactie nadat een lastercampagne tegen Ger Harmsen mislukte: "Je kunt iemand wel voor anticommunist uitmaken, maar als hij weigert zich als zodanig te gedragen sta je machteloos."
Hij was daarnaast werkzaam als redacteur bij het partijblad en dagblad De Waarheid. Samen met broer Joop richtte hij in 1945 een jeugduitgave op van de krant, Één, die in de jaren vijftig werd opgeheven.
Eind jaren zeventig werd hij directeur van het Instituut voor Sociaal en Politiek Onderzoek (IPSO), het in 1968 door Paul de Groot opgerichte wetenschappelijk bureau van de CPN, dat in 1990 bij de oprichting van GroenLinks opgeheven werd.
In de jaren tachtig ijverde hij voor het samengaan van CPN, PSP en PPR in GroenLinks. In 2007 kreeg hij de erepenning van de stad Haarlem uitgereikt.